# Porphyrinia suppuncta
Porphyrinia suppuncta är en fjärilsart som beskrevs av Otto Staudinger 1891. Porphyrinia suppuncta ingår i släktet Porphyrinia och familjen nattflyn. Inga underarter finns listade i Catalogue of Life.